# 포스탈 2
《포스탈 2》(Postal 2)는 PC용 1인칭 슈팅 게임이다. 러닝 위드 시저스에서 제작하여 2003년에 출시됐다. 포스탈 2는 본래 2003년 4월 14일 출시에 출시 하였으나, 불러오기 문제 또는 심한 끊김현상이 많아 같은해 12월 17일에 단점을 보완한 포스탈 2: 쉐어 더 페인 (Postal 2: Share the Pain)이라는 새로운 버전이 출시되었다. 2005년 5월 31일에 포스탈2의 확장팩인 포스탈 2: 아포칼립스 위켄드 (Postal 2: Apocalypse Weekend)가 출시되었다. 모든 공식 포스탈 시리즈의 주인공은, 포스탈 듀드 (Postal Dude)라는 한 남성의 이야기를 다룬다.

## 특징
포스탈 2 에서는 특정한 목표가 없다. 미션이 하루에 3~4건씩 주어지긴 하다만 실제로는 거의 살인이다. 포스탈2는 매우 잔인하다. 특히 AW이상에서는 사람 몸을 토막내거나 불에 지지거나 하는등의 살인방식이 매우 많다. 그러함에 따라 무기도 가지각색이다. 포스탈이 잔인하긴 하나 원한다면 한명도 죽이지 않을 수 있다. 그러나 미션을 진행하다 보면 적이 생긴다. 그 적들은 길거리에서 당신을 보게되면 무조건 당신을 죽이려 들것이고 미션도중에는 총으로 무장한 사람들을 지나가야 할때도 있기 때문에 완벽히 한명도 죽이지 않는 것은 쉽지는 않다. 주인공인 '듀드'는 매일 아내의 심부름을 받는다. 월요일부터 금요일까지는 약 3~4건의 미션을 받고 자유자재로 마을을 돌아다닐수 있는 자유형식이지만 토요일부터 일요일에서는 스토리형식으로 되어 있어 자유도가 떨어진다.특히 포스탈에는 아이들이 없다. "이터널 뎀네이션 (흔히 ED 또는 이뎀이라 불린다)"에서는 "존"이라는 가상의 인물이다. 이 이터널 뎀네이션의 특징은 AW와 같이 스토리 형식이고 보통 잔인함을 지닌 포스탈 시리즈와는 달리 매우 공포성이 짙다. 전작 포스탈2등에서는 사람을 죽이는 것이 목표였다면 ED에서는 좀비를 죽이는 것이 목적이다. 이터널 뎀네이션은 리저렉션 스튜디오가 개발하였다.

## 게임 금지
2004년에는 뉴질랜드 우편 2에서 독설 및 폭력적인 콘텐츠가 금지되었으며 호주 PB는 나중에 "과도한 독해 콘텐츠"로 금지했다. 2007년 5월 1일, 말레이시아는 폭력으로 인해 금지되었으며, 독일에서는 게임이 금지되었으며 스웨덴에서는 판매가 일시적으로 금지되었다. 나중에 세계에서 합법적 인 게임은 GOG.com과 Desura를 통해 인터넷에서 다운로드 할 수 있으며 4 가지 버전은 Steam에 의해 개발되어 2015년에 잃어버린 낙원의 이름으로 출시되었습니다

## 포스탈2 줄거리
포스탈 2는 파라다이스 (Paradise)라는 미국 애리조나주의 작은 가상의 마을에서 시작한다. 규모는 작지만 인구수는 약 4000명정도로 설정되어있으며 백화점이나 은행, 네이팜 공장과 비디오 게임 제조 회사를 비롯한 많은 건축물이 존재한다. 주인공인 '포스탈 듀드'는 7월의 어느날, 자기의 아내와 애완견인 챔프 (Champ)를 데리고 파라다이스에 도착 (정확한 날짜는 알려지지 않았다. 7월이라는 사실만 알려져있다.) 하였다. 이때, 포스탈 2가 시작한다. 주인공은 월요일서 금요일에 걸쳐 3~4개의 과제를 수행해야한다. 순서는 정해져있지 않으며 과제를 수행하는 방법도 여러 가지이다. 예를 들어, 월요일의 우유 얻기 미션은 우유를 정당하게 사거나 또는 우유를 훔치는 등 많은 방법으로 과제를 수행할 수 있다. 과제를 수행하면 강도가 뜨는 등 이벤트가 뜨고, 그들에게 눈도장찍혀 만날 때마다 공격당한다.

### 월요일
- RWS 회사서 봉급 받기
- 은행서 수표 현금화 하기
- 우유 얻기

### 화요일
- 게리 콜먼 서명 얻기
- 교회서 회개 받기
- 비디오 게임 정당화 서명 받기
- 책 반납하기

### 수요일
- 아버지 무덤에 소변 누기
- 투표하기
- 크리스마스 트리 얻기
- (소변 미션 이후 가능) 옷 얻기

### 목요일
- 크로치 인형 얻기
- 스테이크 얻기
- 교통 위반 벌금 내기
- 네이팜 공장서 네이팜 얻기

### 금요일
- 자동차 교류 발전기 교체
- 소포 받기
- 데이브 삼촌 생일 축하 선물 주기
- (선택) 임질 치료하기

금요일의 마지막 과제를 끝내면, 듀드가 연쇄살인마라는게 밝혀진다. 사람들이 자신을 보호하기 위해 모두 무기를 든다. (게임상에서는 '종말 Apocalypse'로 불린다.) 듀드는 집까지 무사히 돌아가지만, 월요일 때 아내의 심부름중 하나였던 '록키 로드 (샌드위치처럼 쌓아서 올려진 초콜릿 아이스크림)을 사오지 않았다고 하고, 심한 잔소리를 듣기 싫었던 듀드는 자신의 머리에 총을 쏜다.

## 등장 인물
- 듀드 : 주인공이다. 듀드의 아내에게 매일 고생당하며, 여러 임무를 깬다.
- 듀드 아내 : 듀드의 집에 처박혀 사는 여자. 매우 비만이며 그로인하여 항상 듀드한테 심부름을 시킨다.
- 챔프 : 듀드의 애완견이며, 항상 듀드 집 주위를 어슬렁 거린다. 개먹이를 주면 잘 따른다.
- 시민 : 매우 선량하며, 약하다.
- 무장 시민 : 무기를 든 시민이다. 하지만 몇번 공격하면 무기를 버리고 도망친다.
- 경찰 : 파랑-검정-갈색 순으로 무장이나 체력이 강하다. 이들에게 찝적대면 지역 수배가 되기 쉽다. 검정과 파랑은 주로 권총을, 갈색은 샷건을 쓴다.
- 마약검사원 : 시커먼 옷에 등에 ATF가 써져있는 단체다. 기본적인 전투력은 경찰과 유사하지만, 소속 단체와의 결합력이 약해 서로 자주 싸운다.
- 군인 : 목요일부터 파라다이스 시의 치안을 맡게 된다. 일반 경찰과 다르게 수배도에 따라 체포하려 들지 않고 죽이려 든다.
- 특공부대 : 군인과 같이 치안을 담당하러 온 부대다. 일반적인 군인보다 강하다. 생화학 공격이나 불공격은 잘 통하지도 않는다. 그리고 AWP 버전에서는 허리가 잘려도 한방에 죽지 않고 기어다닌다.
- 탈레반 : 화요일에 종교분쟁을 벌이는 인물들이다. 남자 탈레반은 소총으로 무장했고 여자 탈레반은 권총으로 무장했으면 알랄랄랄랄라 거리는 소리를 내며 다가온다. 슈퍼주인 탈레반은 월요일에만 생성되는 희귀 인물이다. 이 탈레반은 체력이 매우 많다.
- RWS직원 : 듀드와는 친구관계며, 체력이 많고 무기도 강하다. 실제 RWS직원 얼굴을 본따 만들었으며, 듀드가 당할 시 많이 도와준다. 하지만 그들에게 오줌을 갈기면 바로 적이 된다.
- 강도 : 월요일에 은행을 터는 산탄총 무장 강도다. 은행 이벤트에서만 나온다.
- 게임반대단체 : RWS회사 계단에서 시위를 하는 시위대다. 권총으로 무장하였다. 수표를 받는 임무를 끝내면 적대시된다.
- 환경보호론자 : 도서관 안에서 시위를 하는 시위대다. 도서관에 불을 지르며, 약간 다양한 무기로 무장하였다. 도서관을 탈출하면 적대시된다.
- 농부(레드넥스) : 파라다이스 내에서 곡물과 관련된 일을 하는 사람들이다. 곡식창고나 화학약품 유출지역이 이들의 주 출현지다. 특유의 울음소리를 내며 샷건으로 무장했다. 농부네 공장을 탈출하면 적대시된다.
- 도살자 : 피 묻은 옷을 입고 다닌다. 듀드가 고기창고를 빠져나가면 적대시된다.
- 우체부 : 말만 우체부지, 무기를 잔뜩 들고 다닌다. 소포가 터지면 적대시 된다.
- 채소 사랑협회 : 초록색 옷을 입고 다니며 등에 고기를 싫어한다고 써져있다. 공격은 안하지만, 때리면 공격을 가한다.
- 데이브 삼촌 : 마약을 밀수입하는 걸로 추측되는 사람, 샷건으로 무장했다. 포스탈 2의 파라다이스 폭파에서 살아남아 포스탈 3에 출연한다.
- 데이브 패거리 : 각종 무기로 무장을 한 데이브의 하수인.
- 갱 : 경찰서 건너땅 거지촌이 이들의 아지트다. 흑인이 많다. 주로 숫자가 써져있는 옷을 입는다.
- 의사(혹은 과학자) : 일반병원이나 정신병원 또는 공장에 있으며 가끔 때리면 공격한다.
- 신부 : 말 그대로 신부다. 약간의 무기를 들고 다니는 신부도 있다.
- 게리 콜먼 : 화요일에 팬 사인회를 하러 온 인물. 실제 인물이며 소총이랑 수류탄으로 무장했다.
- 게리의 경비원 : 소총으로 무장했다.
- 크로치 : '크로치 인형'의 마스코트. 방범용으로 대전차 미사일을 가지고있는 무서운 놈이다.
- 트랜스젠더 : 나이트 클럽에 있다.
- 변태 복장 사람 : 나이트 클럽에 있다.

## 아포칼립스 위켄드
포스탈 2: 아포칼립스 위켄드 (Postal 2: Apocalypse Weekend, AW)는 전 포스탈 2: 쉐어더 페인서 월요일 ~ 금요일의 과제를 수행한것과 비슷하게, 이번 확장팩선 토요일 ~ 일요일의 과제를 수행한다.
쉐어더 페인서는, 과제의 순서가 정해져 있지 않던것과 달리, '아포칼립스 위켄드'서는 과제의 순서가 정해져있다. 아포칼립스 위켄드의 또다른 특징은 전작 쉐어더 페인서, 사람을 죽일 때 머리를 자르거나 터뜨리는 등의 잔인도에 비하면, '아포칼립스 위켄드'에선 사람의 손이나 발, 또는 손목과 발목, 심지어는 허리를 자를수도 있고, 허리를 자를때 장기등이 튀어 나오는등의 잔인한 기능이 추가되었다. 이에 따라, 정글칼, 낫, 도끼등의 무기가 추가되었다. 게임상에서 듀드는 금요일 저녁, 자살을 결심하고 머리에 권총을 쏘았지만, 다음날 아침 다시 악몽에서 깨어나 자기가 병원에 있단것을 지각한다.

### 토요일
- 병원 탈출
- 중국 음식점에서 좀비 21마리 처치하기
- 소 21마리 처치하기
- Bullfish Interactive 회사에서 셰어 더 페인 짝퉁 디스크 구하기

### 일요일
- 좀비 80마리 처치하기
- 20마리의 코끼리 처치하기
- 알 카에다 테러리스트 캠프 습격하기
- 군대 수용소 탈출하기
- Bullfish Interactive 회사에 핵폭탄 설치
- 유기견 수용소에서 '챔프' 구하기
- 다리 건너기
- 좀비화된 마이크 J 처치하기

좀비화된 마이크 J를 처치하고, 듀드는 자기의 애완견인 챔프와 함께 핵폭탄이 폭발하여 잿더미가 되어버린 파라다이스를 빠져나간다. 이 다음의 이야기는 '포스탈 3'에서 이어진다.

## 어 위크 인 파라다이스
포스탈 2: 어 위크 인 파라다이스 (Postal 2: A week in Paradise, AWP)는 '이터널 뎀네이션'을 개발한 '리저렉션 스튜디오'가 개발한 모드이다. 개발 초기에는 '아포칼립스 위켄드 7 (Apocalypse Weekend 7)'이라 명명하고 출시하였으나, 심한 오류로 인하여 오류를 수정하고 무기 스킨을 변화하고 ED에 있던 몇몇 무기들을 가져와 '어 위크 인 파라다이스'라는 이름하에 2007년 9월 25일 다시 출시하였다. '어 위크인 파라다이스'는 '쉐어더 페인'과 '아포칼립스 위켄드'를 합친 작품이라고 볼수있다. 그로 인하여, 사용자는 두 게임을 모두 소장하고 있어야만 확장팩을 실행시킬수 있다. '어 위크 인 파라다이스'에서는, 토요일 미션을 하기 위해 '아포칼립스 위켄드'를 실행하였다가, 다시 월요일 미션을 하기 위해 '쉐어더 페인'을 실행시키는등의 번거로운 일을 최소화하였으며, 또한 아포칼립스 위켄드의 잔인성이 쉐어더 페인에도 추가되었다. 또한, '아포칼립스 위켄드'의 무기를 '쉐어더 페인'에서도 사용이 가능하여졌다. '어 위크 인 파라다이스' 확장팩에서는, 길거리를 돌아다니는 시민들의 복장이 다양해졌으며, 안경을 쓰고있거나 가방을 들고있는등의 사실성이 추가되었다. 또한 리저렉션 스튜디오는, 맵에 많은 무기등을 추가하기도 하였고, 새로운 맵을 추가하거나, 심지어는 새로운 미션을 추가하기도 하였다. 대표적으로는 탈레반 가게 뒷골목의 RWS직원에게 가면 좀비가 득실한 학교에 가서 좀비무리를 처치하거나, 게임장에 토큰을 써서 트랜스젠더 암살같은 오락실 게임도 할 수 있다. 이에 따라, 무기도 다양히 추가되었는데, 소음기를 낀 MAC, 8당구공 폭탄이나 표창, 핵 발사기 등 여러 가지 무기들이 추가되었다. 또, 게임을 시작할 때 월-금요일까지 플레이, STP모드로 플레이 같은 메뉴가 있어 자기가 원하는 맵이나 스타일을 선택할 수 있고, 치트를 허용시킬 때 나오는 특정 항목을 체크하면, 소음기 저격총에서 핵폭탄이 나가든가, 소음기 MAC에서 튕기는 가위가 나온다거나 하는 부가작용이 발생한다. 반면 절단형 무기나 한방에 죽는 무기가 많이 추가되어 난이도가 하향되었다. STP와 AW의 무기패치를 모아놓은 AWPMOD와, AWPMOD를 기반해 무기의 스킨과 이펙트를 수정하고 한글패치까지 된 UFCMOD를 패치하면 더욱 재밌는 플레이가 가능하다.

### 추가된 맵들
- 학교 - 화요일에 상점 뒤로 가면 임무를 시작할 수 있게된다, 단 좀비를 100명 죽어야 미션 완료가 된다.
- 이모럴 컴뱃 (Immoral Kombat) - 듀드집 근처, '그로스맨의 오락실'에서 토큰을 주고 2층 계단 바로 앞에 있는 게임기에 토큰 2개를 넣으면 된다. 40명의 적을 죽이면 된다.
- 패그 헌터 (Fag Hunter) - 오락실에서 토큰 4개로 할 수 있고, 성전환수술을 한 사람 20명을 잡으면 된다. 보상으로 대전차 미사일과 대마초4개가 지급된다.
- 월요일 수표받기미션에서 수표를 얻고 뒷문으로 나가면 길이 생긴다 한쪽은 막혀있고 한쪽은 뚫려있다. 뚫려있는 곳으로 가면 한 안경을 쓰고 금발로 염색한 RWS직원이 있다. 그에게 가면 수표를 받고 나서 쳐들어왔던 시위대들이 와서 듀드를 공격한다.
- 듀드의집 뒤로가면 돌덩이에 가려진 하수구 틈이있는데 거기로가면 탈레반들의 베이스가 나온다 그쪽으로 새로운무기들을 얻으면 나가다보면 한 동굴이 있다. 거기로 하면 실종되었던 군인 2명이 "저 스위치를 망가뜨려 우릴 구해줘!"라고 말을 한다. 스위치를 부수면 탈레반 4~5명이나와서 공격을 한다. 이때 나오는 4~5명의 탈레반들은 체력이 약해 약간의 데미지로도 사살이 가능하다. 구출된 군인들을 입구까지 안전하게 데려가야 된다. 가다 보면 총을 쓸 일이 생긴다. 군인들은 구출을 해줬다고 공격을 안 하진 않으니 주의하도록 해야 한다.

### 추가된 무기들
- 카르마 건 - 물건이나 사람 머리를 들어 던질 수 있다.(패치 후 사용할 수 있다.)
- 야구방망이 - 공격력이 세다.
- 철심 박힌 몽둥이 - 철심 하나하나가 적을 가격하기 때문에 공격력이 상당하나, 상당히 시끄러운 단점이 있다.(치트를 써야 얻을수있다)
- 너클 - 공격력은 안좋지만, 공격속도가 빠르다.(치트를 써야 얻을수있다)
- 식칼 - 한번 클릭에 2번 공격을 한다.
- 삼지창 - 왼쪽 클릭에 삽과같은 공격을, 오른쪽클릭엔 몸을 찌른다.(치트를 써야 얻을수있다)
- 일본도 - 베는 맛이 상당하다. 부족한 공격력을 일본도를 던지는 걸로 커버한다. (적과 가까이 붙어있는 상태에서 칼을 던질경우 칼이 복사된다.)
- 도끼 - 공격력이 강하지만 휘두르는 속도가 약간 느리다.
- 소음기 낀 크롬도금 데져트 이글 - 매우 근거리에서 쏘면 주위사람에게 들키고, 공격력이 살짝 어중간해 암살엔 약간 부적합하다.
- 리볼버 - 매우 쎈 일반 산탄총 공격을 가한다. 거의 모든 시민을 한번에 죽일수 있으나 매우 귀하다.
- 단총신 산탄총 - 공격력이 장점이지만, 느린 발사속도와 소음이 크다. 우클릭을 할시 유탄을 발사한다.
- CO2산탄총 - 왼쪽클릭으로 각나는 강력한 2발의 12게이지탄을 한번에 발사한다.
- 소음기 낀 크롬도금 MAC - 소음기 데져트이글보다 약간 공격력이 안좋지만, 빠른 연사력으로 커버한다.
- 스프레이+라이터 - 기름통에 비해 쓰기는 간편하나, 불이 빨리 꺼진다.
- 전기톱 - 사람을 갈아버린다. 휘발유통과 탄약을 공유한다.
- 8당구공 폭탄 - 강한 폭발력을 지닌 화염탄을 날린다. 땅에 떨어트려 시한폭탄같이 쓰기도 한다. 맞을경우 몸에 불이 붙는다.
- 표창 - 공격은 가위랑 같지만, 몸을 절단낼수 있다.
- 독극물 주사기 - 던지면 유독연기가 나며, 오른쪽 공격은 독극물을 주사하는 시늉을 낸다. 맞을경우 이동속도가 저하되며 몸이 떨리고 피가 줄어든다.
- 탈레반 수류탄 - 일반적인 수류탄과 같지만, 발광하고 매우 강하다. 떨어트린 수류탄을 회수하기가 불가능하다.
- 유독연기 보관통 - 통을 떨어트리면 초록색 연기가 나며, 주위에 있을 경우 즉사할 정도로 강력하다. 총으로 쏘거나 충격을 줄경우 폭발한다.
- 수류탄 발사포 - 핀이 뽑힌 수류탄을 빠르게 발사한다. 수류탄이 날아가는중 사람에게 닿을경우 폭발한다.
- 소형 핵폭탄 발사기 - 매우 강한 공격력과 범위를 지닌 소형 핵폭탄을 발사한다. 일반인이 맞는 경우, 가루가 되어 버린다.
- 아이언 바 - 단순히 쇠 막대기지만 공격력이 세다. 특히 때리면 나는 소리가 파앜! 하는 소리가 일품이다.(패치 후 얻을 수 있다.)

## 이터널 뎀네이션
포스탈 2: 이터널 뎀네이션 (Postal 2: Eternal Damnation)은 2006년 11월 13일에 리저렉션 스튜디오가 출시한 비공식 확장팩이다. '어 위크 인 파라다이스'와 동등하게, 유저들 사이에서 큰 호응을 얻고있다. 줄거리는 '맥스워드 존'이라는 한 인물이 알려지지 않은 마을에서 막대한 양의 좀비 습격에서 살아남는다는 내용이다. 이 모드는 HUD (Heads-Up Display), 맵과 스토리라인, 무기등이 기존 포스탈 2 와는 완벽히 달라, 포스탈 2에서는 느끼지 못하였던 새로운 느낌을 느낄수 있다.

## 포스탈 게임 목록
포스탈에는 유저가 직접 게임상의 맵, 또는 텍스쳐 등을 만들수 있는 도구를 제공하여 많은 비공식적 확장팩등이 출시되었다.
아래 목록은 포스탈 제작회사인 RWS에서 출시한 공식 게임이다.
- 포스탈 1: CU
- 포스탈 2: 오리지널
- 포스탈 2: STP (Share The Pain)
- 포스탈 2: AW (Apocalypse Weekend)
- 포스탈 2: AW7 (Apocalypse Weekend 7)
- 포스탈 2: AWP (A Week in Paradies)
- 포스탈 3

(위 AW7과 AWP는 비공식적으로 유저에 의해 출시되었으나 큰 호응을 얻어 개발사인 RWS에서 공식 확장팩으로 인정하였다.)
아래는 포스탈 2의 비공식적인 확장팩이다. 비 공식적 확장팩은 포스탈 제작 회사의 소유가 아니며, 그에 따라 게임상의 줄거리 또한 본 게임과 아무런 연관이 없다. 게임명에 붙어있는 부가 정보는 그 게임의 주요 목적을 의미한다.
- 포스탈 2: ED (Eternal Damnation) - 주인공이 듀드가 아닌 존으로 변경되었다.
- 포스탈 2: LI (Lost Island) - 무인도 탈출
- 포스탈 2: RD (Re-Delivery) - 탈레반 무리 처치
- 포스탈 2: SH (SHotoper,Russian) - 러시아에서 개발된 포스탈 2로, 쉐어더 페인처럼 자유자재로 월요일부터 원하는 과제를 수행한다.
- 포스탈 2: DR (Delete Review) - 쉐어더 페인, 아포칼립스 위켄드를 한데 엮어 러시아 언어로 번역한 확장팩이며, 기본 게임방식은 쉐어더페인과 동일하다.
- 포스탈 2: HAND (Have A Nice Day) - AW 이후의 줄거리를 다룬다.(현재 이 게임은 발매 중지되었다.)
- 포스탈 2: AVPC (A Very Postal Christmas) - 눈으로 덮인 가상의 도시에서 여러 과제를 수행해나간다, 많은 오류등으로 과제 수행이 매우 어렵다.
- 포스탈 2: AWP MOD - 포스탈 2: AWP 에 무기패치(EAinventory, Edweapons, MMweapons, MPweapons, Newweaoibs, CDinv, Tninv, Sweet)를 포함한 것으로 AWP 와의 차별성은 없다. 여기서 개선한 모드가 포스탈 2: UFC MOD이다.
- 포스탈 2: UFC MOD - 쉐어더 페인, 아포칼립스 위켄드를 한데 엮어 한국어로 번역한 확장팩이며, 많은 무기패치(EAinventory, Edweapons, MMweapons, MPweapons, Newweaoibs, CDinv, Tninv, Sweet)와 모드패치(포스탈 2: AWP MOD), 텍스쳐 패치(불, 연기, 등)가 포함되어 있다.

## 포스탈 3
포스탈 3은 밸브 코퍼레이션의 소스 엔진과 함께 러시아에서는 2011년 11월, 전 세계에서는 2011년 12월 21일에 출시되었다. 포스탈 3은 포스탈 2: 아포칼립스 위켄드와 직접적으로 이어지는 후속작으로, 잿더미가 된 파라다이스를 떠난 주인공 포스탈 듀드가 자동차 연료가 떨어져 인근 마을인 카타르시스(Catahrsis) 에 도착하여 기름을 주유하려는데, 돈이 없어 (듀드는 그동안 모은 돈을 전작 쉐어더 페인에서 금요일 과제 완수 후에 모두 회수당한다.) 카타르시스에서 또다른 과제를 수행한다는 내용이다.

## 평가
| 평가 |             |
| --- | ----------- |
| 통합 점수 통합사 점수 게임랭킹스 59.07% [ 1 ] (PC) 메타크리틱 50 [ 2 ] (PC) 평론 점수 평론사 점수 게임 인포머 7.5/10 [ 3 ] |             |
| 통합 점수 |             |
| 통합사 | 점수        |
| 게임랭킹스 | 59.07% (PC) |
| 메타크리틱 | 50 (PC)     |
| 평론 점수 |             |
| 평론사 | 점수        |
| 게임 인포머 | 7.5/10      |